# Vils (rivière)
La Vils est une rivière d'Autriche et d'Allemagne qui prend sa source dans le massif des Alpes d'Allgäu avant d'aller se jeter dans la Lech, elle-même tributaire du Danube.

## Parcours
Elle nait des eaux du Vilsalpsee, un lac du Tyrol. Elle coule d'abord vers le nord et le nord-ouest dans le district de Reutte et traverse Tannheim, Zöblen et Schattwald. Elle franchit ensuite des chutes (Vilsfall) légèrement à l'est / nord-est du col d'Oberjoch (en) à seulement quelques centaines de mètres à l'est de la frontière avec l'Allemagne.
Elle passe ensuite en Bavière et atteint la municipalité de Pfronten dans l'arrondissement d'Ostallgäu. Elle retraverse la frontière autrichienne vers l’est et atteint Vils en longeant le massif de Tannheim (en) puis arrive dans la Lech.